# Éradication de la poliomyélite
Pour un article plus général, voir Poliomyélite.

Cartes du monde des pays où la poliomyélite est endémique en 1988 (avant la décision de l'Organisation mondiale de la Santé) et en 2023.
Pays où la poliomyélite est endémique (virus sauvage)

L'éradication de la poliomyélite est l'ensemble des efforts entrepris pour faire disparaître la poliomyélite du monde entier. Décidé en 1988, lors d'une assemblée générale des pays membres de l'Organisation mondiale de la santé (OMS), ce projet d'initiative mondiale pour l'éradication de la poliomyélite reposait principalement sur le vaccin oral contre la poliomyélite. Il était destiné à tous les enfants de moins de 5 ans de tous les pays où sévissait encore la poliomyélite, soit près de 125 pays avec 350 000 cas annuels à cette date.
L'objectif d'éradication est fixé initialement pour l'année 2000 et plusieurs fois repoussé (2005, 2010...) à cause de difficultés socio-politiques sur le terrain ou de problèmes de stabilité du vaccin. Malgré cela, la réduction de la polio est réalisée à plus de 99 %, avec une centaine de nouveaux cas mondiaux par an depuis 2015. 
Des trois types de virus polio sauvages, le type 2 a été certifié éradiqué en 2015 (dernier cas en 1999) et le type 3 en 2019 (dernier cas en 2012). Des difficultés persistent pour atteindre l'éradication totale et définitive : en 2023, le type 1 sauvage persiste en Afghanistan et au Pakistan, et des virus vaccinaux types 1 et 2 circulent toujours dans plus d'une vingtaine de pays, surtout africains.
Cette campagne marathon, qui dure depuis plus de trente ans, a été qualifiée de « secret le mieux gardé de la santé publique mondiale », car pratiquement absente de la scène médiatique, et donc largement ignorée du public. Lorsque la poliomyélite sera éradiquée, elle sera la troisième maladie à l'être après la variole et la peste bovine.

## Faisabilité de l'éradication
L'éradication mondiale d'une maladie a longtemps été considérée comme utopique, plus par les médecins que par les vétérinaires. En effet, depuis la fin du XIXe siècle, notamment par abattage, les vétérinaires avaient éradiqué plusieurs maladies du bétail d'Europe ou d'Amérique du Nord. Les médecins eux ne connaissaient que des échecs (tentatives contre l'ankylostomose, la fièvre jaune, le paludisme…) ou des semi-succès inachevés (pian), jusqu'à l'éradication mondiale de la variole proclamée en 1979,.
Cette réussite encourage à se tourner vers d'autres maladies, et les bons résultats inattendus dans l'élimination de la poliomyélite dans des pays pauvres d'Amérique Latine attirent aussitôt l'attention. Un programme d'éradication de la polio aux Amériques est lancé en 1985 et s'achève avec succès en 1994. Le continent américain est le premier à se débarrasser de cette maladie.
La polio remplit plusieurs conditions qui rendent l'éradication envisageable :
1. comme la variole, c'est une maladie strictement humaine, il n'existe pas de réservoir animal, domestique ou sauvage ; elle est donc plus facile à maîtriser et à cerner ;
2. les épidémies et la maladie se manifestent de façon assez évidente ; elle est donc facile à surveiller ;
3. il existe un vaccin oral, efficace, peu coûteux, facile à administrer (2 à 3 gouttes directement dans la bouche).

Toutefois, la polio présente une difficulté supplémentaire : contrairement à la variole, il existe des porteurs sains, ou des infectés sans aucun symptôme, susceptibles d'être facteurs de transmission de façon imprévisible. Il existe d'autres difficultés liées à l'utilisation du vaccin oral mais la réussite aux Amériques montre qu'il est possible de les surmonter,.
En mai 1988, l'assemblée générale des pays membres de l'OMS adopte la résolution d'éradiquer la poliomyélite dans le monde entier pour l'an 2000, c'est la Global Polio Eradication Initiative ou l'Initiative pour l'éradication mondiale de la polio.

## Lancement de la campagne
La campagne met en jeu des acteurs et un vaccin.

### Acteurs
L’Organisation mondiale de la Santé (OMS) assure la direction en tant que cadre fédérateur, coordonnant l'ensemble des acteurs.

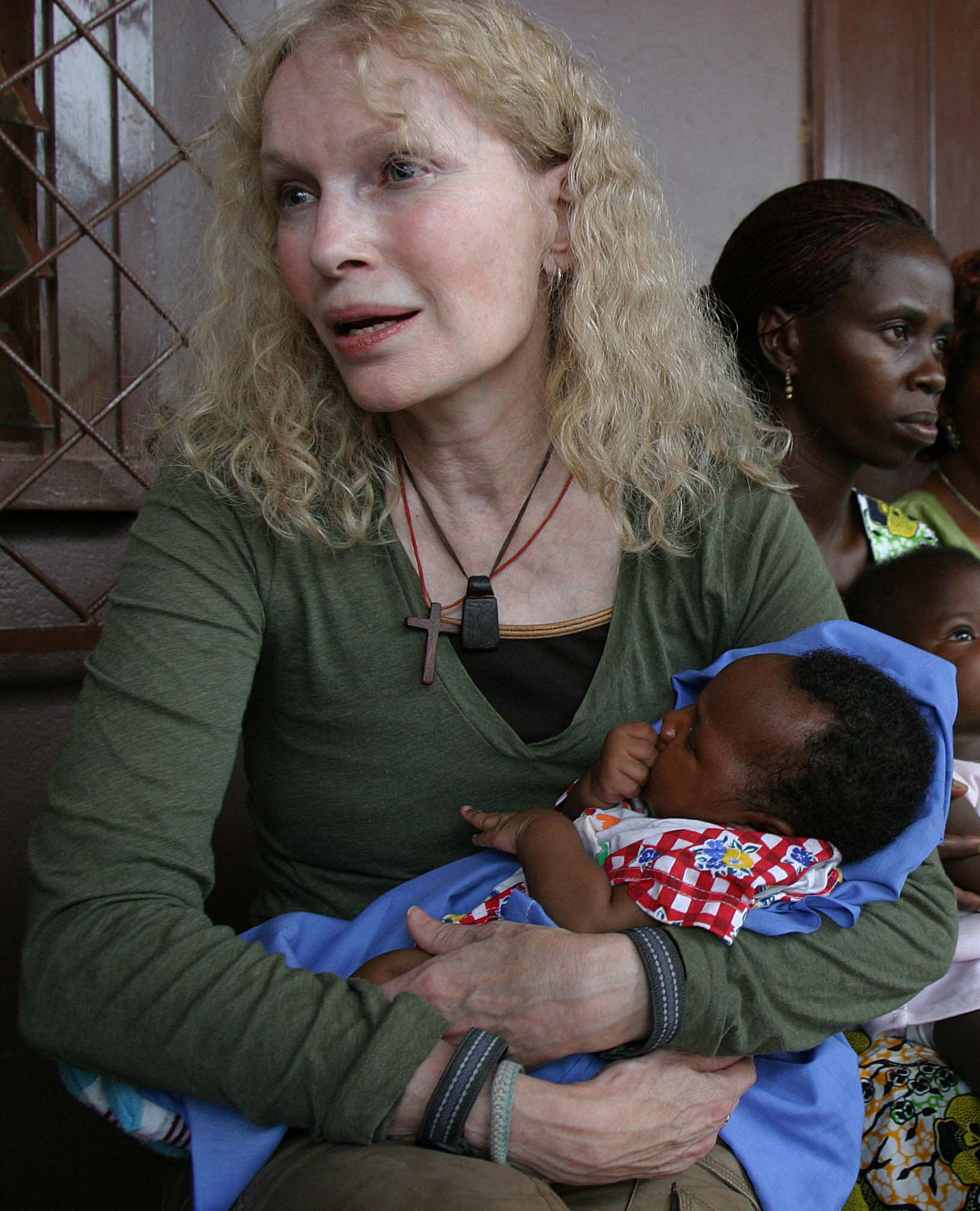
Mia Farrow, ambassadrice de l'UNICEF, porte un enfant destiné à être vacciné contre la polio (Bangui, 2008).

Le financement au départ est principalement fourni par le Rotary international. Plus d'un million de rotariens sont engagés dans le monde pour obtenir des subventions. Le Rotary joue un rôle décisif en faisant contribuer le Congrès Américain. Plusieurs gouvernements apportent leurs contributions, les plus importantes (de l'ordre de 20 à 500 millions d'USD) étant celles des États-Unis, du Royaume-Uni, du Japon, des Pays-Bas, de l'Allemagne et du Danemark. Certaines contributions sont spécifiques, par exemple celles de l'Australie (1,5 million d'USD pour la Chine), du Canada (4 millions d'USD pour le Nigeria), de l'Italie (1 million d'USD pour l'Inde), ou du Japon (28 millions d'USD pour six pays).
L’UNICEF se charge d'obtenir les vaccins. Elle joue le rôle de centrale d'achat : appels d'offres, négociations sur les quantités et les prix auprès des fabricants. Ces processus se déroulent avec des prévisions et planifications sur 2 à 5 ans, ce qui permet des relations de confiance, en incitant les fabricants à investir pour répondre aux besoins. Le deuxième rôle de l'UNICEF est d'assurer le stockage et l'acheminement, la chaîne du froid du vaccin. Enfin l'UNICEF se charge de la formation du personnel sur le terrain et la sensibilisation des populations.
Dans les années 1980, il y avait une vingtaine de producteurs agréés de vaccin oral contre la polio. Différents processus d'abandons, fusions ou concentrations, ont fait que le principal et dominant fournisseur est resté Aventis Pasteur Limited (devenu Sanofi après 2004), réunissant les anciens laboratoires Connaught du Canada, et Pasteur-Mérieux de France. En 1999, Aventis Pasteur fait un don de 50 millions de doses pour cinq pays africains.
L'expertise et le soutien technique sont apportés par les Centers for Disease Control (CDC) des États-Unis. Leur laboratoire central chapeaute et coordonne le réseau mondial de près de 150 laboratoires de virologie nationaux et régionaux (il s'agit de région OMS, correspondant à un continent). 
Enfin, la campagne est parrainée par des personnalités connues du grand public comme le mannequin Claudia Schiffer, la championne de tennis Martina Hingis, l'acteur Roger Moore ou l'actrice Mia Farrow.

### Vaccin oral

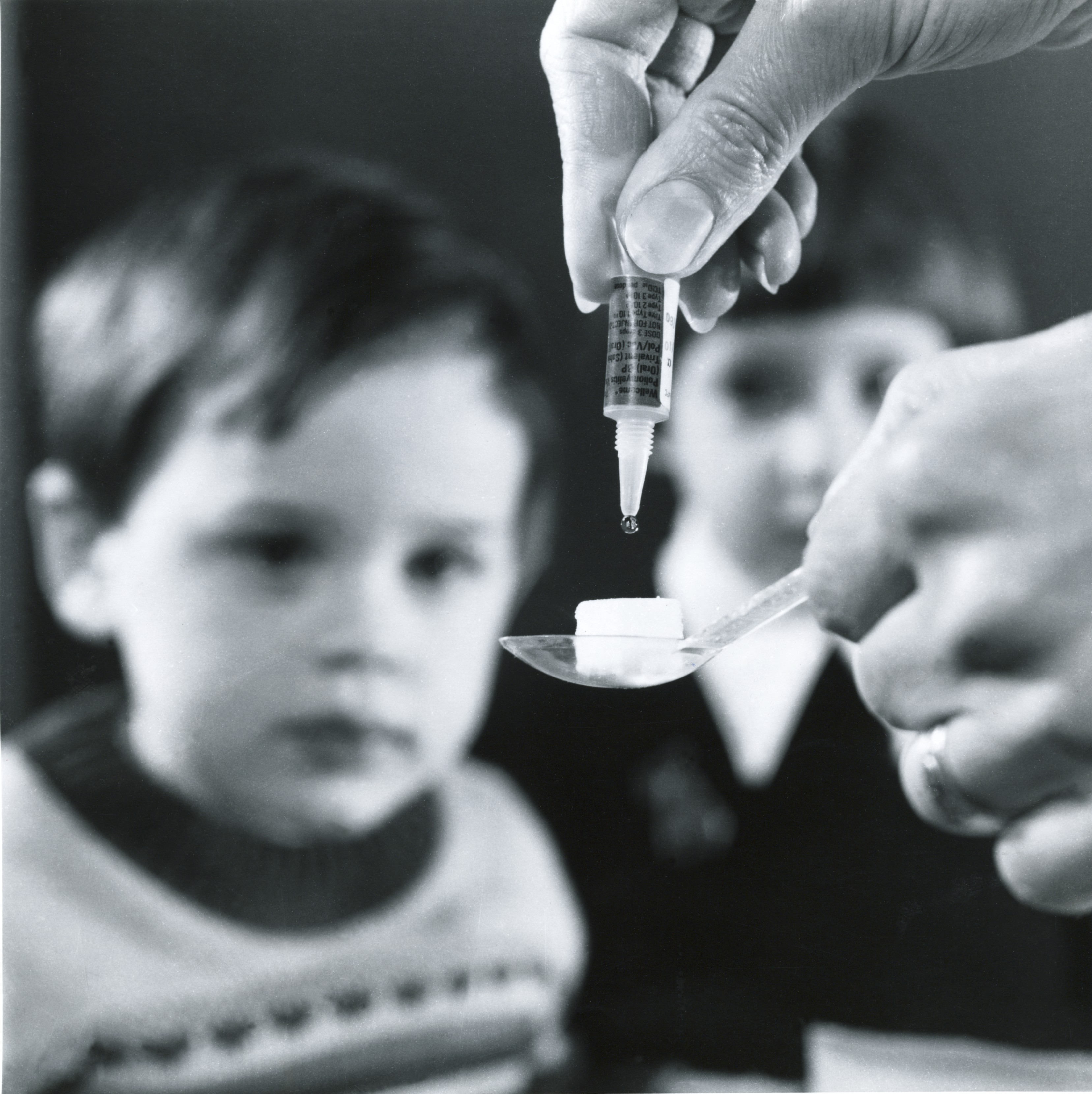
En Europe, le vaccin oral contre la polio, destiné aux enfants, était souvent déposé sur un morceau de sucre (Royaume-Uni, probablement début des années 1960).

Le vaccin choisi au départ est le vaccin oral trivalent contre la polio, efficace contre les types 1, 2 et 3 du virus. Il s'agit d'un vaccin vivant, constitué des trois types atténués du virus. Il se présente en flacon buvable d'une vingtaine de doses, à partir duquel on peut verser une dose (deux gouttes) directement dans la bouche. Ce type de vaccin a été utilisé en France de 1962 à 1982, jusqu'en 1996 pour le Canada, 1999 pour les États-Unis, 2004 pour le Royaume-Uni.
Comme les autres vaccins vivants, il n'a pas besoin de conservateur, ni d'adjuvant, il peut présenter des traces d'antibiotiques utilisés dans le processus de production. Le chlorure de magnésium est utilisé comme stabilisant, il permet au vaccin de garder plus longtemps ses propriétés. Plusieurs doses sont nécessaires pour une protection complète : à la première dose 50 % des enfants sont protégés, et 95 % après la troisième.

#### Avantages
Ses avantages sont multiples. D'abord son faible coût (0,08 USD la dose en 1995), auquel il faut ajouter le coût du transport et de la conservation (chaine du froid). Ensuite sa facilité d'administration (vaccin buvable), quelques minutes d'explications suffisent à former un vaccinateur. Enfin son efficacité, il confère rapidement une immunité intestinale. Les virus vivants atténués sont évacués avec les selles dans le milieu extérieur. Ils peuvent infecter (vacciner indirectement) les contacts familiers et communautaires, ce qui est utile en situation épidémique. Toutefois, cette efficacité peut être diminuée en cas d'infection intestinale, de diarrhées, de troubles immunitaires et nutritionnels, plus fréquents dans les pays en voie de développement.

#### Inconvénients
Les principaux inconvénients du vaccin oral sont le manque de stabilité à la chaleur et le risque d'instabilité génétique. 
Très sensible à la chaleur, il est progressivement inactivé, avec une perte d'efficacité significative après 24 heures à température ambiante (tropicale). Il est congelé pour les stockages de longue durée. Après décongélation, il peut être conservé entre + 2 et + 8 °C pendant trois semaines (au début de la campagne), des améliorations ultérieures permettront de porter cette durée jusqu'à 6 ou 8 mois. Chaque flacon porte une pastille-thermomètre garantissant le respect de la chaine du froid.
Il existe un risque d'instabilité génétique. Les virus polio atténués, comme les virus polio sauvages, sont des virus à ARN qui se répliquent avec un taux de mutation élevé, et qui peuvent se recombiner avec d'autres entérovirus. Un risque de retour à la virulence est possible (virus révertant), de l'ordre de un cas de polio vaccinale sur 500 000 à 2,7 millions de doses. Néanmoins, ce faible risque devient significatif lorsque les cas de polio sauvage s'approchent de zéro, ce qui explique l'abandon progressif du vaccin oral dans les pays développés.

## Principes de la campagne
Les objectifs et les stratégies mises en œuvre se basent sur l'expérience acquise lors de l'éradication de la variole puis de la polio alors en cours dans les Amériques. Ils sont au nombre de quatre, :
1. atteindre et maintenir une couverture vaccinale élevée des nourrissons, dite de routine ;
2. réaliser des journées nationales de vaccination, dites supplémentaires, pour tous les enfants de moins de 5 ans ;
3. effectuer des campagnes locales et ciblées au porte-à-porte, dites « mopping up » (nettoyage, ratissage) ;
4. développer un système de surveillance virologique et des cas suspects.

### Maintien de la couverture vaccinale de routine
Elle est nécessaire pour contrôler la maladie, en immunisant toutes les nouvelles classes de naissances. Cette vaccination se fait au moins en trois doses, à 6, 10 et 14 semaines d'âge. Elle vise à reproduire une immunité naturelle qui se fait en pays d'endémie. On sait que cette stratégie a permis de contrôler la maladie (diminution des cas), voire de l'éliminer dans des pays développés.
Toutefois, l'expérience de la variole a montré qu'une telle stratégie est insuffisante dans les pays pauvres, car il ne s'agit plus d'écarter la maladie, mais bien de l'éradiquer mondialement. L'objectif est alors l'interruption totale de toutes les transmissions, y compris dans les régions les plus reculées, en ne laissant aucun foyer d'où la polio pourrait resurgir ; d'où la nécessité d'activités supplémentaires.

### Journées nationales de vaccinations
L'exemple est venu de Cuba qui, à partir de 1962, a su éradiquer la polio en quelques années, par des Journées Nationales de Vaccinations. Cette stratégie a été reproduite avec succès par le Brésil, le Mexique et le Costa Rica, pour devenir une référence lors de l'éradication aux Amériques, et désormais de l'éradication mondiale.
Cette stratégie consiste en deux campagnes de courte durée (un à trois jours) espacées de 4 à 6 semaines, et à réaliser chaque année. Il s'agit de donner une dose de vaccin oral à tous les enfants de moins de 5 ans, renouvelée à la 2e campagne, quel que soit leur statut vaccinal antérieur. Une telle organisation demande des efforts considérables : stockage durable et distribution efficace de vaccins de bonne qualité. Elle n'est possible que par un soutien politique des gouvernants et un engagement communautaire (formation de personnels, bénévolat, implication ou au moins acceptation de la population).

### Ciblages au porte-à-porte
Avec l'expérience acquise lors de la variole,, on sait que la phase critique est la phase finale, où l'on doit rechercher activement les derniers malades. La surveillance et le contrôle des résultats des opérations précédentes permet de définir des zones cibles à plus haut risque (faible couverture vaccinale, apparition ou persistance de cas...). 
Cela donne lieu à des campagnes plus localisées, dites de ratissage ou nettoyage (mopping up) où les efforts sont intensifiés au porte-à-porte. Tous les enfants de moins de 5 ans, maison par maison, reçoivent deux doses de vaccin oral, espacées de 4 à 6 semaines. Selon une rumeur née au Pakistan, des agents de la CIA auraient utilisé ce prétexte pour identifier les enfants de Ben Laden dans sa retraite.

### Systèmes de surveillance

#### Surveillance clinique
Elle se base sur une nouvelle définition internationale standardisée des cas suspects. Cette définition est très large : tous les cas de paralysie flasque aigüe (PFA), chez les moins de 15 ans de façon systématique (chez les plus de 15 ans, selon avis médical suspectant une polio). Cette définition très sensible est utile pour le dépistage, car le but recherché est d'identifier tous les cas suspects (n'en manquer aucun). Ces cas suspects sont examinés par des pédiatres et des épidémiologistes.

#### Surveillance virologique
La polio ne peut être surveillée par ce seul moyen clinique. Une confirmation des cas suspects est nécessaire. Des prélèvement de selles sont effectués et transportés vers des laboratoires de référence pour déterminer le type de poliovirus à l'origine d'une flambée. Ces études sont réalisées par un réseau mondialisé de laboratoires organisés sur trois niveaux. Au début, il s'agissait de 80 laboratoires, dont 60 nationaux, 15 régionaux (région OMS, c'est-à-dire continentaux), et cinq laboratoires mondiaux spécialisés. Ils seront portés à 145 dans les années 2000. 
Au cours de la campagne, ce réseau intègre de nouveaux outils biomoléculaires, ce qui aura une conséquence sur les coûts et les financements, mais qui permettra une épidémiologie plus précise des virus eux-mêmes. La technique PCR réduit de moitié le temps d'identification des virus polio. Le séquençage du génome viral permet de suivre l'évolution des souches, leur origine géographique. Ce dernier point est important pour déterminer l'origine importée ou « nationale » des cas de polio, la nature sauvage ou vaccinale des virus en circulation, afin de mieux orienter les stratégies de lutte.

#### Gestion de la qualité
Ce réseau publie, chaque semaine, un rapport mondial sur le nombre et la répartition des cas de polio, ainsi que sur les virus en circulation. En même temps, il existe un retour permanent d'informations au niveau local, aussi bien pour repérer les zones où l'action doit être renforcée, que pour normaliser et contrôler produits et procédures à tous les niveaux.
Enfin, la notification des cas de paralysie flasque aiguë (PFA) est un indicateur de qualité de la surveillance. En effet, les observations faites dans les pays développés montrent qu'il survient en moyenne au moins un cas de PFA non-poliomyélitique pour 100 000 habitants et par an. Si un pays de 10 millions d'habitants notifie zéro cas de polio et au moins 100 cas de PFA négatives pour la polio, on peut dire de façon fiable que le pays est exempt de polio. Si ce même pays notifie zéro cas de polio et 20 cas de PFA, la qualité de sa surveillance est mise en doute.
Au total, pour les pays et régions OMS, les principaux critères à remplir pour obtenir une certification d'éradication sont : 
- aucun virus polio autochtone détecté pendant au moins 3 ans ;
- maintien d'une couverture vaccinale élevée ;
- existence d'un système fiable de surveillance ;
- existence d'un plan d'action pour réagir aux cas de polio importés.

## Premiers succès (1988-2002)
Les premiers succès sont très rapides : on compte moins de 10 000 cas annuels dès 1993 et près de 7 000 en 1999. L'éradication aux Amériques est certifiée en 1994 ; dans le Pacifique Occidental, Chine comprise, en 2000 ; en Europe en 2002. Le dernier cas mondial de polio par virus sauvage type 2 survient en 1999.

### Éradication aux Amériques (1994)
Il y avait encore 38 cas en 1988, 24 en 1989, 15 en 1990. Le dernier pays américain à éliminer la polio fut le Pérou. Ce pays était alors en proie à une guerre civile, le conflit armé péruvien. Malgré cela, des trêves ont été observées chaque année pour permettre des journées nationales de vaccination. Lors de la réduction du dernier îlot d'infection, deux millions d'enfants ont été vaccinés en une semaine, Il s'agissait de répondre à la survenue du dernier cas de polio américain : Luis Fermin Tenorio Cortez, âgé de moins de 3 ans. Après cela, une récompense de 100 USD fut offerte à toute personne qui découvrirait un nouveau cas de polio. L'éradication fut certifiée, trois ans plus tard, en 1994. 

### Éradication dans le Pacifique occidental (2000)
Cette région de l'OMS se compose de 37 pays, elle s'étend de la Chine à l'Australie, avec les États insulaires du Pacifique. L'éradication proche semblait des plus improbables, car la Chine avait subi de graves épidémies en 1989 et 1990, avec près de 5000 cas par an, malgré une forte couverture vaccinale. La Chine adopte alors la stratégie des journées provinciales de vaccination en 1991-1992, les plus grandes jamais organisées dans le monde. En 1993, la polio chute à 653 cas, et en 1994 elle est restreinte à une seule province. Une aide mondiale conséquente (Rotary Club, Japon, États-Unis, Australie...) permet de moderniser, et mettre aux normes, les laboratoires chinois de virologie, afin d'assurer une surveillance efficace des virus. C'était alors le seul moyen, pour la communauté internationale, de faire confiance aux résultats annoncés par la Chine.
En 2000, l'éradication est certifiée pour toute la région. Le dernier cas autochtone a été une petite fille, Mum Chanty, âgée de 15 mois, au Cambodge, en 1997.

### Éradication en Europe (2002)
La région OMS de l'Europe comporte 51 pays, car elle englobe, outre les pays européens, Israël, la Turquie, et toute l'ex-URSS. Dans ce dernier pays, au début des années 1990, les transformations politiques et économiques se sont traduites par une forte chute des vaccinations systématiques. On observait alors en moyenne 200 cas par an, pour l'ensemble de la région. Les efforts se sont portés vers une remise à niveau, et des activités supplémentaires de vaccination dans les pays frontières avec la Méditerranée orientale et l'Asie centrale. En 1997, on signale encore 7 cas dans deux pays (Tadjikistan et Turquie). Le dernier cas de polio autochtone fut celui d'un petit garçon, Melik Minas, âgé de moins de 3 ans, en Turquie, en 1998. L'éradication est certifiée en 2002.

#### Le cas des Pays-Bas

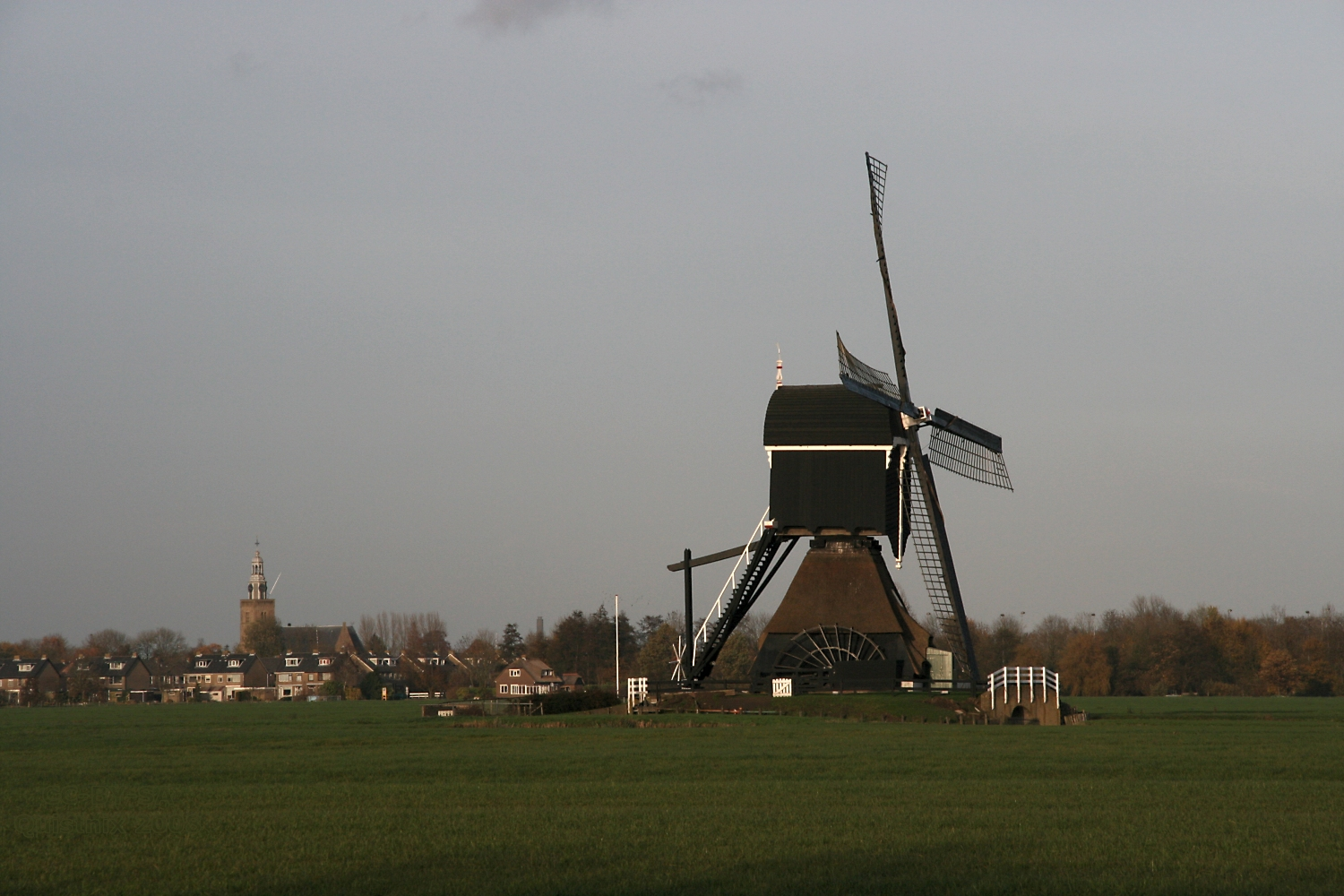
Streefkerk, au milieu des polders, est plus connu pour ses moulins.

Dans ce pays, les cas de polio sont notifiés depuis 1924. La vaccination (par vaccin inactivé injectable) gratuite et non obligatoire, est en place depuis 1957, avec une couverture vaccinale de 95 à 97 %. Toutefois, les Pays-Bas ont la particularité d'avoir ce qu'on appelle « la ceinture protestante » ou Bijbelgordel, une zone sociale et géographique où se concentrent des communautés religieuses opposées à la vaccination. Elles représentent environ 200 000 personnes ayant une couverture vaccinale inférieure à 60 %. Des épidémies de polio localisées (virus sauvage type 1) ont déjà eu lieu en 1971 et 1978, avec exportation de cas au Canada (11 cas), cette communauté conservant des liens traditionnels avec son émigration historique.
En 1992, une épidémie de polio (virus sauvage type 3) survient à partir du village de Streefkerk, situé dans le Bjibelgordel, à 25 km de Rotterdam. Elle comptera au total 71 cas dont 2 décès, et 59 paralysés, tous chez des non-vaccinés,. Le nombre des personnes infectées est estimé à 54 000 (personnes ne présentant aucun symptôme, mais excrétant le virus dans leurs selles). Contrairement aux épidémies précédentes, il n'y aura pas de cas importés sur le continent américain.
Durant quelques semaines, dans la région, les transports en commun furent désertés, des manifestations sportives annulées, tandis que Rotterdam était submergé par des demandes de vaccins. Après un débat parlementaire, l'obligation vaccinale fut de nouveau rejetée, les pouvoirs publics et les médecins préférant une stratégie fondée sur l'éducation et l'information. En 2014, une étude réalisée aux Pays-Bas a montré que les protestants orthodoxes réformés du Bjibelgordel restaient nettement moins protégés que les autres.

#### Le cas de la France
En France, les cas de polio sont notifiés depuis 1936. Le vaccin inactivé injectable est utilisé depuis 1958, et le vaccin vivant oral depuis 1962. La vaccination est obligatoire depuis 1964. Entre 1977 et 1989, 109 cas de polio ont été enregistrés, dont 11 cas liés au vaccin oral (arrêté en 1982). Le dernier cas de polio autochtone date de 1989, et le dernier cas importé est survenu en 1995, ces deux cas concernaient des adultes. La couverture vaccinale des nourrissons est supérieure à 95 %, elle est de 90 % à l'âge de 15 ans, puis décroit avec l'âge (13 % pour les plus de 65 ans).
À la demande de l'OMS, un plan national de surveillance, élaboré en 1998 et révisé en 2000, vise à contrôler d'éventuelles importations de polio. La surveillance des paralysies flasques aigües (PFA) n'a pas été retenue (pour cause de double emploi), car il s'agit principalement de syndromes de Guillain-Barré, comme dans la plupart des pays développés. En revanche, il existe une surveillance virologique au niveau des laboratoires hospitaliers (réseau national des entérovirus) ainsi qu'une surveillance environnementale. Cette dernière, existant depuis 1975, effectue les analyses virales des eaux usées des 4 stations d'épuration de la région parisienne (9 millions de personnes et plusieurs aéroports), à la recherche de virus polio, sauvages ou vaccinaux.
Compte tenu du faible rendement de cette surveillance au cours du temps (aucun virus polio sauvage détecté depuis 2000), la surveillance des eaux usées en région parisienne a cessé le 1er novembre 2018. La surveillance environnementale se poursuit en étant ciblée autour des laboratoires producteurs de vaccins.

### Dans le reste du monde

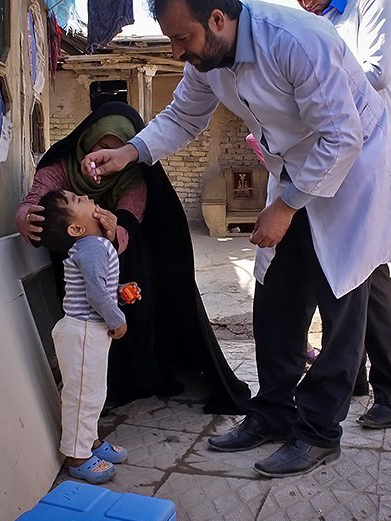
Vaccination contre la polio, près de Téhéran.

En 2001, on compte 483 cas mondiaux, chiffre le plus bas jamais enregistré à cette date. Depuis 1988, le nombre de pays endémiques a été réduit de 125 à 10 pays. 90 % des cas de polio sont concentrés dans 9 des 76 provinces que comptent l'Inde, le Nigeria et le Pakistan réunis. Dans la corne de l'Afrique (Somalie, Éthiopie, Soudan...), l'éradication est presque achevée, c'est un succès symbolique, car c'est l'endroit du dernier cas, lors de l'éradication de la variole. Enfin, depuis 1999, on ne trouve plus de virus polio sauvage type 2. 
Ce résultat a été obtenu en une douzaine d'années, grâce à l'engagement communautaire de 20 millions de bénévoles participant à la vaccination de près de 2 milliards d'enfants. Le succès semble à portée de main, et le report de l'éradication finale, de 2000 à 2005, semble un inconvénient mineur. 
En 1999, l'OMS annonce un programme de confinement des virus en laboratoire : recensement de ces laboratoires, réduction de leur nombre, renforcement de sécurité pour les derniers laboratoires détenant des virus polio sauvages. C'est un programme qui s'ajoute en prérequis aux critères de certification (voir ci-dessus à la sous-section « gestion de la qualité »). Il est aussi destiné à préparer la période post-éradication, comme cela avait été fait pour la variole. Dans le même esprit, la question de l'arrêt de la vaccination orale (et de son remplacement par le vaccin injectable) est posée,.

## Nouveaux problèmes (2002-2011)
Durant près d'une décennie, la campagne d'éradication va connaitre une période de stagnation. Les cas mondiaux vont osciller autour d'un millier de cas annuels (entre 500 et 2 000), autant à cause de l'instabilité socio-politique, que de l'instabilité du vaccin. Des signes de découragements se manifestent, mais un second souffle est trouvé pour relancer la campagne.

### Difficultés socio-politiques
Lors du lancement de la campagne, plus de 130 chefs d'État ont promis de s'engager, mais pour la plupart, il faudra une dizaine d'années pour tenir les promesses. Plusieurs programmes de vaccinations sont freinés ou arrêtés. C'est le cas en Afrique (Nigeria) et dans le sous-continent indien (Inde, Pakistan, Afghanistan). Dans ces quatre pays, qui représentent alors 93 % des cas de polio dans le monde, l'éradication se heurte à des difficultés qui paraissent insurmontables. 

#### En Inde
Les campagnes contre la polio sont réduites dès 2001-2002, par lassitude et par remise en cause de leur utilité et de leur financement continu. En effet, les efforts contre les cas résiduels de polio semblent disproportionnés alors qu'il existe d'autres priorités sanitaires comme le paludisme, la tuberculose, le sida, la rougeole. De plus, la vaccination connait un taux d'échec important dans la seule province d'Uttar-Pradesh, un échec difficilement explicable.
Le débat politique a débouché sur l'intégration de la campagne anti-polio dans un cadre plus général de santé publique (en association avec d'autres vaccinations, programmes nutritionnels, culture de prévention, etc.). Un engagement politique renouvelé, des vaccins mieux adaptés aboutiront à l'élimination du virus polio sauvage type 1, y compris dans l'Uttar Pradesh, le dernier cas indien de ce type survenant en 2011.

#### Au Nigeria
Dans le nord du pays, la vaccination est interrompue en 2003-2004, à la suite de rumeurs accusant le vaccin de stériliser les filles et de répandre le sida. À cela s'ajoutent les conflits armés liés à la présence du Boko Haram. Le Nigéria devient une source mondiale d'exportation de polio vers des pays jusque là indemnes : d'abord en Afrique, puis au Moyen-Orient et en Indonésie, soit plus de 20 pays touchés. De 2003 à 2006, le Nigeria compte 5 000 cas de polio. En 2006, 1 997 cas sont notifiés dans le monde, dont 1 122 rien qu'au Nigeria.
L'existence de rumeurs et de conflits armés n'explique pas tout, il y a aussi un contexte socio-culturel. Selon une étude sociologique, la polio (d'abord visible comme paralysie) apparaît au Nigeria comme plus rare et moins dangereuse que ne l'était la variole (connue et mortelle chez l'enfant). La prière apparaît comme une protection suffisante, la protection divine étant l'équivalent d'une immunité naturelle. Chez les Yoruba (chrétiens), la polio est stigmate social (punition divine), les handicapés sont gardés à l'intérieur des maisons, pour sauver la réputation de la famille. Chez les Haoussas (musulmans), la maladie vient aussi de Dieu, mais elle n'est pas punitive (le handicapé ou sa famille n'est pas responsable), l'enfant handicapé a sa place au grand jour dans la communauté, en tant que mendiant, pouvant bénéficier de l'aumône (zakât). 
Toutefois, ces cultures traditionnelles évoluent avec la modernisation, l'urbanisation et le niveau d'éducation. Ainsi, au Nord Ghana, les musulmans participent activement aux efforts d'éradication.

#### Au Pakistan et en Afghanistan

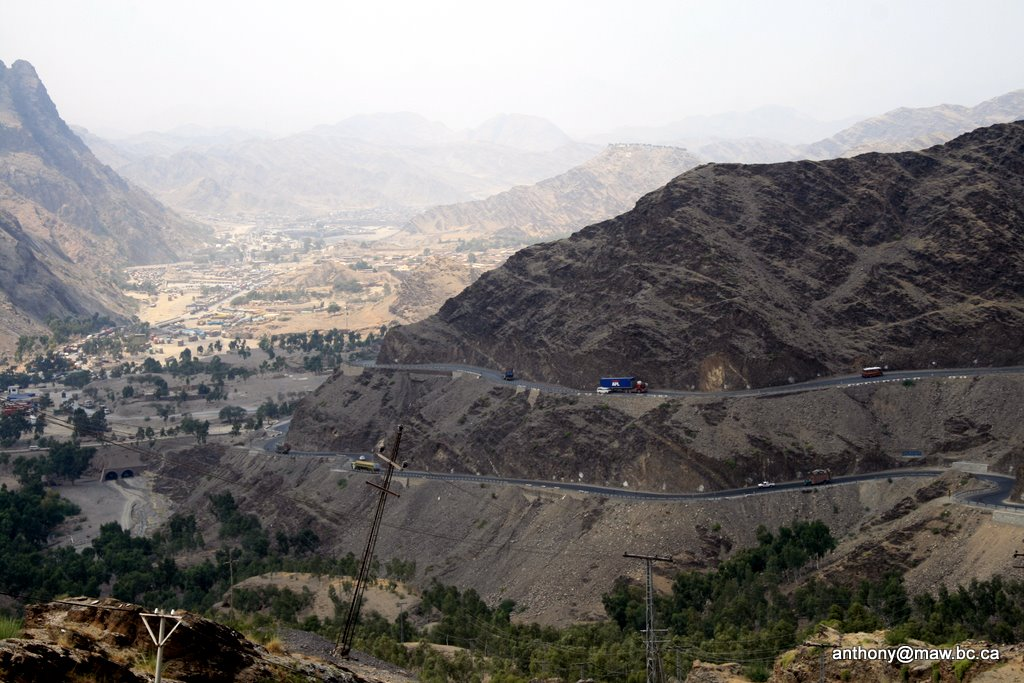
L'une des dernières régions où la polio persiste : la passe de Khyber, vue du côté du Pakistan. La frontière avec l'Afghanistan est à la deuxième rangée de montagnes, au soleil.

Du Pakistan à l'Afghanistan, les problèmes sont d'abord logistiques (acheminement et conditionnement des vaccins) et administratifs (corruptions et fraudes jetant le doute sur la validité des rapports). Les vaccinateurs doivent opérer dans des régions difficiles, des bidonvilles de Karachi jusqu'à la passe de Khyber où ils négocient des « jours de tranquillité » avec des talibans et chefs de guerre locaux. La rumeur selon laquelle la vaccination serait un prétexte pour rechercher l'ADN des enfants de Ben Laden a apparemment été confirmée lors de sa mort en 2011. Il s'est ensuivi des représailles contre des équipes de vaccination en 2012 et 2013 en Afghanistan et au Nigeria et pour la première fois des vaccinateurs sont tués en étant pris pour cibles spécifiques.
Là aussi, l'éradication de la polio se heurte à une réalité de terrain. 
Aux États-Unis et dans les pays développés, la polio survenait par épidémies saisonnières et massives, touchant des milliers d'enfants en quelques semaines, en suscitant la panique médiatique, pour disparaître et réapparaître l'été suivant.  
Au Pakistan, où 1 enfant sur 10 meurt avant l'âge de 5 ans, 100 enfants paralysés par an sont invisibles pour une population de plus de 220 millions d'habitants. Et, comme dans les derniers pays d'endémies, l'éradication révèle par contraste l'étendue de tous les autres problèmes de santé. 
Comme le Nigeria, cette partie du sous-continent indien est la source de cas importés (virus polio sauvage), à l'est vers le Népal et la Chine, à l'ouest vers le Tadjikistan et la Russie.

#### Un second souffle économique
Au vu des difficultés, les donateurs sont moins motivés, l'OMS voit son budget polio se réduire. C'est la « fatigue de la polio », où l'on se demande si l'éradication est vraiment nécessaire, si elle en vaut la peine financière, ou si un simple contrôle (maintien de la polio à son niveau actuel) ne serait pas suffisant. Toutefois, une étude économique montre que l'arrêt du programme coûterait plus cher que sa poursuite. 67 milliards d'USD ont déjà été investis, ce qui a permis de réaliser une économie de 128 milliards de soins, en évitant 4 millions de paralysés et 855 000 décès. 
En 2007-2008, le financement classique est complété par des ressources intérieures des pays d’endémie restants. En sus des donateurs initiaux, la fondation Bill-et-Melinda-Gates rejoint l'Initiative pour l'éradication avec un partenariat destiné à injecter 200 millions USD dans le programme. Le Rotary renouvelle sa participation.

### Problèmes liés au vaccin oral
Le vaccin oral contre la polio est un vaccin atténué mais vivant. Les virus atténués passent dans le tube digestif où ils se répliquent, et provoquent une immunité intestinale, pour être évacué avec les selles (excrétion virale). Durant ce passage, il existe un risque individuel, très rare, de retour à la virulence. Jusque dans les années 1990, on pensait que cette phase était de courte durée, et qu'il en était de même pour la survie des virus vaccinaux dans l'environnement, alors évaluée à quelques semaines. Les nouvelles techniques de génétique moléculaire vont remettre ce schéma en question.

#### Cas liés aux virus vaccinaux
En 2000-2001, lors d'une épidémie en Hispaniola (République dominicaine et Haïti), on s'est rendu compte que celle-ci (21 cas en 6 mois) était liée à des virus atténués circulant (type 1) redevenus virulents. Par la suite, on s'est aperçu que l'excrétion virale pouvait être très longue (des années) chez des immunodéprimés, et surtout que les virus atténués vaccinaux pouvaient circuler plus longtemps (des mois à des années) dans le milieu extérieur.  
En effet, comme tous les poliovirus, les virus vaccinaux de souche Sabin sont génétiquement instables, leur génome évolue rapidement (1 % de modification par an), et ils peuvent se recombiner avec d'autres entérovirus. S'ils circulent et se maintiennent suffisamment longtemps, ils peuvent acquérir une nouvelle virulence.
C'est ainsi qu'à partir de 2000, on compte une ou deux épidémies par an liés à des virus circulants d'origine vaccinale. Après celle d'Hispaniola : Philippines en 2001 (3 cas), Madagascar en 2002 (4 cas) et 2005 (3 cas), Chine en 2004 (2 cas), Indonésie en 2005 (46 cas à Madura), Cambodge en 2006 (3 cas). À partir de 2006, le Nigeria est très fortement touché avec 317 cas en 4 ans.  
En 2010, le nombre total de cas cumulé depuis l'an 2000 est de 480 cas confirmés dans 15 pays , le Nigeria à lui seul représentant plus de deux tiers des cas. Ces cas, à virus circulant dérivés de souche vaccinale (en majorité de type 2), ont la même présentation clinique et la même sévérité que ceux à virus sauvages.

#### Changement de stratégie vaccinale
Pour que ces cas apparaissent, il faut que la souche vaccinale circule dans une population peu ou pas immunisée pendant au moins 12 mois. Elle a alors le temps et la possibilité de reprendre un état neuro-virulent et d'entraîner un risque, cette fois-ci, collectif, de flambée épidémique chez les non-immunisés. Selon l'OMS, le véritable problème ne vient pas de la vaccination orale en elle-même, mais de la faible couverture vaccinale, car lorsqu’une population est bien immunisée, elle est protégée contre les deux types de virus, sauvage et vaccinal divergent. Il faut donc administrer plusieurs fois à chaque enfant le vaccin oral pour interrompre la transmission, quelle que soit l’origine du virus.
Toutefois, c'est aussi reconnaître qu'il s'agit d'une politique de contre-feu, où l'on combat le feu avec le feu. De plus, alors que le virus polio sauvage type 2 a disparu depuis 1999, des cas surviennent encore avec des virus vaccinaux type 2, ce qui compromet l'éradication elle-même. La poursuite de la vaccination orale par le vaccin trivalent (types 1, 2 et 3) est remise en question. La réduction des risques passe par la suppression de la souche vivante type 2 : retrait progressif du trivalent et utilisation préférentielle de vaccins mono- ou bi-valents. Ce changement doit se faire en fonction des situations épidémiologiques locales, et selon une coordination mondiale synchronisée.
À partir de 2005, la priorité est ainsi donnée au monovalent type 1 (car le virus sauvage type 1 a la plus grande capacité à provoquer des paralysies). Le monovalent type 3 est utilisé dans les situations où ne reste que le type 3 sauvage. Le monovalent type 2 n'est pas utilisé mais gardé en réserve, dans l'éventualité d'un retour du sauvage type 2 (éliminé depuis 1999, mais son éradication ne sera certifiée qu'en 2015, après vérification des systèmes de confinement des derniers laboratoires en possédant).
Le vaccin oral bivalent (types 1 et 3) est utilisé à partir de 2009. En 2010, avec ce vaccin, des campagnes supplémentaires sont menées en Inde, dans deux provinces (Bihar et Uttar Pradesh) où persistent des cas de polio. Elles visent en particulier les populations en déplacement par des vaccinations sur les marchés, les gares et même à bord des trains. C'est un succès, car le dernier cas de polio autochtone en Inde survient en janvier 2011.

## Période 2011-2018

Pays affectés par la poliomyélite en 2013.
Cas endémiques (virus sauvage)
Cas importés
Cas dérivés du vaccin

Après les 650 cas de 2011, le bilan annuel reste en dessous de 500 cas. En 2012, on compte 233 cas, toujours dans, et à partir de 3 pays endémiques où la transmission des poliovirus sauvages n'a jamais été interrompue : Nigeria, Pakistan, Afghanistan. En 2013, on compte 416 cas, et 359 cas en 2014.
Durant la période 2011-2014, des cas importés sont signalés dans des pays jusque là indemnes, par exemple du Pakistan en Syrie, du Nigeria au Cameroun et dans la Corne de l'Afrique. En 2014, l'OMS estime que ce risque constitue une urgence internationale de santé publique et publie des recommandations spécifiques,,, dont la recommandation de vaccination antipolio des voyageurs internationaux entrants et sortants des pays à risque.
Dans l'ensemble, on constate un franc succès en Inde (dernier cas en 2011), un net progrès au Nigeria (dernier cas en 2014), mais un recul au Pakistan et en Afghanistan (zones de conflits à la frontière avec déplacements de réfugiés).

### Éradication en Asie du Sud-Est (2014)
En mars 2014, cette région de l'OMS est la quatrième à être certifiée exempte de poliomyélite. Le dernier cas est survenu en Inde, en 2011 : une fillette nommée Rukhsar Khatoon (aujourd'hui paralysée). L'Inde a longtemps été un pays cumulant les difficultés pour l'éradication : fortes densités de population, cohortes de naissances importantes, populations très mobiles, assainissement médiocre, climats tropicaux et subtropicaux. Finalement, ces difficultés ont pu être surmontées, y compris dans l'Uttar Pradesh et le Bihar, grâce à un réseau national de huit laboratoires pleinement agréés de virologie moléculaire et aussi par un engagement politique et communautaire, au niveau familial comme au niveau des clubs locaux du Rotary International.
Par rapport aux plans initiaux, de nouvelles mesures sont introduites. Le retrait du vaccin oral trivalent et son remplacement par un bivalent doivent s'accompagner d'une introduction progressive du vaccin injectable (à virus tués). Des mesures de sécurité sont prises pour les campagnes de vaccinations au Nigeria ou au Pakistan. Ces campagnes ne sont plus seulement vaccinales, elles s'intègrent dans des programmes globaux de santé nutritionnelle, maternelle et infantile répondant aux besoins de base.
Des expériences passées, on retient qu'il n'existe pas de modèle unique, applicable en tout lieu et en tout temps. Les derniers pays où doit se faire l'éradication demandent des stratégies innovantes, avec des micro-planifications adaptées aux situations locales. Les techniques modernes de gestion et les biotechnologies ne sont pas suffisantes, il faut aussi une volonté politique et un engagement communautaire : responsables locaux, bénévoles, leaders d'opinion (notamment religieux), femmes et mères, organisations humanitaires, secteurs publics et privés.

### Bilans 2015-2018
Le virus sauvage type 2 a été certifié éradiqué en 2015 (dernier cas en 1999), et le sauvage type 3 n'est plus retrouvé depuis 2012. Il est probable que le seul virus sauvage encore en circulation soit le seul type 1.
Ce virus sauvage type 1 n'est plus détecté en dehors de l'Afghanistan et du Pakistan depuis 2016.
Comparativement, les poliovirus dérivés de souches vaccinales sont devenus significatifs. En 2015, il y a eu 24 cas dans 7 pays : Madagascar (10), Laos (5), Guinée (2), Myanmar (2), Ukraine (2), Pakistan (2) et Nigeria (1). Au total, en 15 ans, il y eut 24 flambées épidémiques dues à des poliovirus dérivés dans 21 pays, totalisant 760 cas. Selon l'OMS, il faudrait les comparer à plus de 10 milliards de doses administrées à près de 3 milliards d'enfants avec 10 millions de cas de polio évités pour la même période (2000-2015).
La forte épidémie de poliovirus dérivés vaccinaux type 2 survenue en Syrie en 2017 a été jugulée en 2018.

#### En 2015

Situation de la poliomyélite en 2016
Cas endémiques : 37
Cas importés
Cas dérivés du vaccin : 5

Situation de la poliomyélite en 2018
Cas endémiques : 22
Cas importés
Cas dérivés du vaccin : 96

Il y a eu 74 cas mondiaux par virus sauvage, le chiffre jusqu'alors le plus bas jamais atteint, dans 2 pays : le Pakistan (54 cas) et l'Afghanistan (20 cas). Tous ces cas sont dus au poliovirus sauvage type 1, la dernière région réservoir de ces virus se trouve dans les deux corridors qui relient ces deux pays : celui de Khyber-Nangarhar et celui de Quetta-Grand Kandahar

#### En 2016
Il y a eu 37 cas mondiaux par virus sauvage (20 au Pakistan, 13 en Afghanistan, et 4 au Nigéria), et 5 cas dus à un poliovirus dérivé de souche vaccinale (3 au Laos, 1 au Pakistan, 1 au Nigéria) .
Le vaccin oral trivalent n'est plus utilisé depuis avril-mai 2016, il est remplacé par le vaccin oral bivalent 1 et 3, et il est prévu pour être abandonné en 2019-2020. 
L'idéal est le passage universel au vaccin injectable (au moins une dose en intra-musculaire ou intradermique). Cela est rendu possible par une diminution de son coût (0,5 USD la dose). Ce passage est prévu fin 2016-début 2017 dans tous les pays, sauf 2 qui ne l'ont pas encore décidé. 
Au 31 août 2016, 173 (89 %) des 194 pays membres de l'OMS utilisent le vaccin polio injectable. La recherche se porte vers la mise au point d'un vaccin injectable hexavalent (contre 6 maladies dont la polio), équivalant à ceux utilisés dans les pays avancés mais adapté aux pays en développement.

#### En 2017
Il y a eu 22 cas mondiaux par virus sauvage (14 en Afghanistan et 8 au Pakistan), et 96 cas par virus vaccinal (22 en République démocratique du Congo et 74 en Syrie).

#### En 2018
Il y a eu 33 cas mondiaux par virus sauvage (21 en Afghanistan et 12 au Pakistan), et 104 par virus vaccinal (20 en République démocratique du Congo, 1 en Indonésie, 1 au Mozambique, 10 au Niger, 34 au Nigéria, 12 en Somalie, et 26 en Papouasie-Nouvelle-Guinée).

## Plan 2019-2023 de l'OMS
Trois obstacles principaux sont identifiés sur la voie de l'éradication totale : 
1. Insécurité et conflits armés, avec populations déplacées dans des camps de réfugiés. La région Afghanistan-Pakistan reste prioritaire.
2. Faiblesse et fragilité des systèmes de santé, populations en grande précarité, sans accès aux soins, et enfants non vaccinés.
3. Problèmes opérationnels et de ressources, pour l'application de programmes performants nécessitant un soutien politique et financier. Une collaboration avec de nouveaux partenaires est en cours (ONG, sociétés civiles, organismes internationaux...).

Le budget pluriannuel prévu (2019-2023) représente un coût total de 5,1 milliards d'USD.

### Situation 2019-2020
Au début 2019, l'Afghanistan et le Pakistan sont les seuls pays où la transmission de virus polio sauvage (type 1) se poursuit, de part et d'autre de leur frontière, le long des deux corridors montagneux qui les réunissent dans un même ensemble épidémiologique. Le défi actuel nécessite des actions coordonnées entre les deux pays. Le Nigeria n'a plus de cas de virus sauvage depuis septembre 2016. La certification d'éradication de la région Africaine est envisagée au début 2020, après vérification des systèmes de surveillance.
En ce qui concerne les virus polio dérivés du vaccin oral, le risque d'émergence existe pour tout pays qui utilise le vaccin oral vivant avec une couverture vaccinale insuffisante, dans une situation de péril fécal. Les cas de polio dérivés vaccinaux sont devenus supérieurs aux cas de polio sauvage depuis 2017. La grande majorité de ces cas sont dus au virus dérivé vaccinal type 2. Les types 1 et 3 ont été respectivement signalés en Papouasie-Nouvelle-Guinée et en Somalie. 
La circulation des virus vaccinaux dans l'environnement nécessite un renforcement des systèmes de surveillance, afin de les détecter à temps et de riposter rapidement en cas de flambée épidémique.
Le 24 octobre 2019, le virus polio sauvage de type 3, détecté pour la dernière fois en 2012, est déclaré éradiqué au niveau mondial par la Commission mondiale pour la certification de l’éradication de la poliomyélite .
Le 2 avril 2020, la direction du The Global Polio Eradication Initiative annonce la pause de ses activités de vaccination pour une durée de 4 à 6 mois, afin de mettre ses ressources en priorité à disposition de la lutte contre la COVID-19 dans les pays concernés. Seules les fonctions critiques de la lutte contre la polio sont maintenues, à savoir les moyens de surveillance et la gestion et conservation des vaccins.
Le 25 août 2020, l'OMS annonce que le virus sauvage est éliminé en Afrique, quatre ans après les derniers cas recensés au nord-est du Nigeria.
Depuis le 13 novembre 2020, un nouveau vaccin antipolio oral monovalent de type 2 (nVPO2) est utilisé uniquement à des fins de riposte d'urgence aux flambées épidémiques de poliovirus circulants dérivés de souche vaccinale type 2. Cette utilisation est autorisée par l'OMS après vérification des capacités de surveillance des pays concernés.

### En 2022
En 2022, on compte 31 cas par virus sauvage type 1 (20 au Pakistan, 2 en Afghanistan, 8 au Mozambique et 1 au Malawi) et 581 cas par virus vaccinaux : dont 495 de type 2 (Les pays les plus touchés sont la République démocratique du Congo 221 cas et le Yemen 159 cas, le premier depuis 30 ans), 85 cas de type 1 (dont 13 à Madagascar) et 1 cas de type 3 en Israël.  
À noter un cas par virus vaccinal survenu aux États-Unis, chez un voyageur non vacciné de retour à New-York, provenant de Hongrie. C'est le premier cas après 30 ans d'éradication aux Amériques. 
Les cas par virus sauvage survenus en Afrique sont des importations provenant du bloc endémique Pakistan-Afghanistan. En novembre 2022, et depuis 2014, le risque de poliomyélite reste une urgence internationale de santé publique. 

Situation de la poliomyélite en 2023.
Cas endémiques : 12
Cas importés
Cas dérivés du vaccin : 519

### En 2023
En 2023, ont été rapportés : 12 cas par virus sauvage type 1 (6 en Afghanistan et 6 au Pakistan) et 519 cas par virus vaccinaux (majoritairement de type 2),.
Les cas vaccinaux se trouvent dans plus de 20 pays africains, les pays les plus touchés étant la République démocratique du Congo (218 cas), le Nigéria (87 cas), le Tchad (55 cas) et la Guinée (47 cas). Des cas sont aussi survenus en Indonésie (6) et en Israël (1).

### En 2024
Au 26 juin 2024, ont été rapportés 11 cas par virus sauvage type 1 (6 en Afghanistan et 5 au Pakistan). On compte 73 cas par virus vaccinaux : les pays les plus touchés sont le Nigéria (30 cas) et le Yémen (15 cas), le reste se répartissant dans une dizaine de pays africains.

## Après l'éradication
La période qui suivra l'éradication des poliovirus sauvages pose des problèmes non encore résolus. On s'attend à ce que les poliovirus dérivés des souches vaccinales circulent encore deux ou trois ans. On sait que certaines personnes immunodéficientes sécréteront des virus toute leur vie, mais ce risque paraît faible, car ce type de portage n'a été retrouvé que dans quelques cas dans le monde.
Un autre problème est celui d'un accident possible de laboratoire (relargage accidentel de poliovirus dans la nature). Les laboratoires de recherche possédant de tels virus ont été recensés mondialement et leur nombre réduit. Le confinement des virus polio se fait progressivement dans des laboratoires agréés de haute sécurité.